# Alfonso de Borbón (1941-1956)
Pour les articles homonymes, voir Alphonse de Bourbon et Bourbon.
Alfonso de Borbón y Borbón, infant d’Espagne, né le 3 octobre 1941 à Rome et mort le 29 mars 1956 à Estoril, est le second fils et dernier enfant de l'infant Juan de Borbón, comte de Barcelone et de María de las Mercedes de Borbón.

## Baccalauréat en Espagne
Le jeune frère du futur roi Juan Carlos Ier a accompagné ce dernier en Espagne pour passer le baccalauréat (es). Cette décision a été prise par le général Franco et par Juan de Borbón, leur père, le 25 août 1948.

## Décès
Le 29 mars 1956, alors que les deux frères sont en vacances pour la Semaine sainte à Estoril (Portugal), l'aîné, Juan Carlos, âgé de dix-huit ans et étudiant à l'Academia General Militar (es) depuis septembre 1955, tire un coup de révolver accidentellement, qui tue son frère cadet Alfonso, âgé de quatorze ans,. L'infant Jaime de Borbón, duc d'Anjou et de Ségovie, oncle aîné de Juan Carlos et Alfonso, demanda que l'on ouvre une information judiciaire, selon certaines opinions dans le but d'obtenir un avantage politique,,. L'arme était un Long Automatic Star de calibre 22, offert à Juan Carlos par Francisco Franco.
La mort de son frère a marqué profondément le futur roi, qui a pensé se retirer dans un monastère.

## Enterrement au Portugal puis à l'Escurial
Le jeune Alfonso est d'abord enterré au Portugal. Le 15 octobre 1992, ses restes sont transférés au Panthéon des Infants du monastère de El Escorial, à la demande de son père, le comte de Barcelone.